# Edoardo del Portogallo, V duca di Guimarães
Edoardo di Guimarães (Almeirim, marzo 1541 – Évora, 28 novembre 1576) è stato un principe e politico portoghese e duca di Guimarães.

## Biografia
Edoardo (in portoghese Duarte) era il figlio terzogenito di Edoardo del Portogallo, IV duca di Guimarães, infante di Portogallo (figlio cadetto di Manuele I del Portogallo), e di Isabella di Braganza.
Discendeva dal lato materno da Giacomo di Braganza, quarto duca di Braganza e secondo duca di Guimarães. Il padre di Edoardo morì prima della sua nascita ed egli ne ereditò il titolo di duca di Guimarães.
Edoardo fu, in virtù della sua nascita, uno degli uomini politicamente più influenti durante i regni di Giovanni III del Portogallo, suo zio e del successore di questi, Sebastiano I del Portogallo. Nel 1555 Edoardo ottenne, alla morte di Luigi d'Aviz, il titolo di Connestabile del Portogallo. Nel 1557, con la morte di Giovanni III, Edoardo era uno dei tre soli discendenti maschi legittimi superstiti di Manuele I del Portogallo, assieme al cugino Sebastiano e allo zio, il cardinale-infante Enrico.
Come consigliere di stato nel 1569 votò a favore del matrimonio tra Sebastiano e Margherita di Valois, figlia di Enrico II di Francia e moglie più tardi di Enrico IV di Francia. Nel 1574 accompagnò Sebastiano nella sua prima spedizione a Tangeri.
Sebastiano I del Portogallo nutriva una certa ostilità nei confronti di Edoardo e più volte gli mancò di rispetto. Quando il re non lo invitò ad una corrida reale a Lisbona, Edoardo ne rimase così rammaricato che decise di ritirarsi a Évora. Lì alcuni mesi dopo morì, venendo sepolto nel locale Colégio da Companhia de Jesus.
Edoardo non si sposò né ebbe figli. Le sue sorelle maggiori Maria d'Aviz e Caterina di Guimarães sposarono tuttavia importanti personaggi politici: la prima fu la consorte di Alessandro Farnese, condottiero e duca di Parma e Piacenza; la seconda sposò Giovanni I di Braganza, da cui si sarebbe originata la dinastia che avrebbe regnato il Portogallo dopo la fine dell'Unione iberica e la Restaurazione del 1640.

## Ascendenza
|                                              |                           |                              | Genitori                  |  |  | Nonni |  |  | Bisnonni          |  |  | Trisnonni              |  |
|                                              |                           |                              |                           |  |  |       |  |  | Ferdinando d'Aviz |  |  | Edoardo del Portogallo |  |
|                                              |                           |                              |                           |  |  |       |  |  | Ferdinando d'Aviz |  |  | Edoardo del Portogallo |  |
|                                              |                           | Eleonora di Castiglia        |                           |  |  |       |  |  | Ferdinando d'Aviz |  |  |                        |  |
| Manuele I del Portogallo                     |                           |                              |                           |  |  |       |  |  | Ferdinando d'Aviz |  |  |                        |  |
|                                              |                           | Beatrice d'Aviz              | Giovanni d'Aviz           |  |  |       |  |  |                   |  |  |                        |  |
|                                              |                           | Beatrice d'Aviz              | Giovanni d'Aviz           |  |  |       |  |  |                   |  |  |                        |  |
|                                              |                           | Beatrice d'Aviz              | Isabella di Braganza      |  |  |       |  |  |                   |  |  |                        |  |
| Edoardo del Portogallo, IV duca di Guimarães |                           | Beatrice d'Aviz              |                           |  |  |       |  |  |                   |  |  |                        |  |
|                                              |                           | Ferdinando II d'Aragona      | Giovanni II d'Aragona     |  |  |       |  |  |                   |  |  |                        |  |
|                                              |                           | Ferdinando II d'Aragona      | Giovanni II d'Aragona     |  |  |       |  |  |                   |  |  |                        |  |
|                                              |                           | Ferdinando II d'Aragona      | Giovanna Enríquez         |  |  |       |  |  |                   |  |  |                        |  |
| Maria di Trastámara                          |                           | Ferdinando II d'Aragona      |                           |  |  |       |  |  |                   |  |  |                        |  |
|                                              |                           | Isabella di Castiglia        | Giovanni II di Castiglia  |  |  |       |  |  |                   |  |  |                        |  |
|                                              |                           | Isabella di Castiglia        | Giovanni II di Castiglia  |  |  |       |  |  |                   |  |  |                        |  |
|                                              |                           | Isabella di Castiglia        | Isabella del Portogallo   |  |  |       |  |  |                   |  |  |                        |  |
| Edoardo del Portogallo, V duca di Guimarães  |                           | Isabella di Castiglia        |                           |  |  |       |  |  |                   |  |  |                        |  |
|                                              | Ferdinando II di Braganza | Ferdinando I di Braganza     |                           |  |  |       |  |  |                   |  |  |                        |  |
|                                              | Ferdinando II di Braganza | Ferdinando I di Braganza     |                           |  |  |       |  |  |                   |  |  |                        |  |
|                                              | Ferdinando II di Braganza | Giovanna di Castro           |                           |  |  |       |  |  |                   |  |  |                        |  |
| Giacomo di Braganza                          | Ferdinando II di Braganza |                              |                           |  |  |       |  |  |                   |  |  |                        |  |
|                                              |                           | Isabella di Viseu            | Ferdinando del Portogallo |  |  |       |  |  |                   |  |  |                        |  |
|                                              |                           | Isabella di Viseu            | Ferdinando del Portogallo |  |  |       |  |  |                   |  |  |                        |  |
|                                              |                           | Isabella di Viseu            | Beatrice d'Aviz           |  |  |       |  |  |                   |  |  |                        |  |
| Isabella di Braganza                         |                           | Isabella di Viseu            |                           |  |  |       |  |  |                   |  |  |                        |  |
|                                              |                           | Juan Alfonso Pérez de Guzmán | Enrique Pérez de Guzmán   |  |  |       |  |  |                   |  |  |                        |  |
|                                              |                           | Juan Alfonso Pérez de Guzmán | Enrique Pérez de Guzmán   |  |  |       |  |  |                   |  |  |                        |  |
|                                              |                           | Juan Alfonso Pérez de Guzmán | …                         |  |  |       |  |  |                   |  |  |                        |  |
| Leonor Pérez de Guzmán                       |                           | Juan Alfonso Pérez de Guzmán |                           |  |  |       |  |  |                   |  |  |                        |  |
|                                              |                           | Isabel Fernández de Velasco  | …                         |  |  |       |  |  |                   |  |  |                        |  |
|                                              |                           | Isabel Fernández de Velasco  | …                         |  |  |       |  |  |                   |  |  |                        |  |
|                                              |                           | Isabel Fernández de Velasco  | …                         |  |  |       |  |  |                   |  |  |                        |  |
|                                              |                           | Isabel Fernández de Velasco  |                           |  |  |       |  |  |                   |  |  |                        |  |